# 冷星衫魚
冷星衫魚（学名：Astronesthes psychrolutes）为輻鰭魚綱巨口鱼目巨口鱼科的其中一種。分布于南半球海域，為深海魚類，棲息深度可達1500公尺。

## 扩展阅读
維基物種上的相關：冷星衫魚